# ダイシン百貨店
株式会社ダイシン百貨店（ダイシンひゃっかてん）は、東京都大田区山王にあり、MEGAドン・キホーテ大森山王店を2021年6月まで運営していた法人である。2016年5月までは社名でもあるダイシン百貨店を運営していた。日本百貨店協会には非加盟であった。2021年7月1日付で、株式会社ドン・キホーテに吸収合併された。

## 歴史

### 創業
ダイシン百貨店・本店は1964年5月に開店。創業者は信州長野のリンゴ農家（竹内家）で、リンゴのヤミ販売から身を起こした。本店の前身は「信濃屋」という八百屋であり、「ダイシン」の由来は、社員からの募集で"大きな信州"という意味を込めて名付けられた（漢字に直すと「大信百貨店」）。そのため、大森地区にあるからといって大森を音読みしてダイシンとしたわけではない。
他の大規模チェーンストア・百貨店とは異なりリニューアルに消極的であったため、昭和40年代の地方百貨店の雰囲気を近年まで残していたことで知られている。生活用品・DIYに関しては圧倒的な品揃えを誇るほか、ドン・キホーテなどの大型激安店のない当時、多数の食料品・生活用品などをおつとめ品といわれる戦略的な安値で提供し、大森周辺はもとより近隣地区からも集客があった。休日にはダイシン百貨店前の池上通りに、「ダイシン渋滞」と言われた駐車場への入場待ちの影響による渋滞が発生するほどであった。その他、1971年に休校となった立華学園（高校は休校、併設の幼稚園のみ東京都町田市に移転現存）の校舎を買収して1974年に百貨店として改装した久が原店が存在した。高度成長期には約350億円の年商をあげていたとされる。

### 経営権の移転とリストラ
1998年には本店リニューアルと同時に隣接地に2館の増設を行い、電化製品・住居設備を扱うメディアプラザ、家具を扱う家具館の3館体制となった。また、久が原店の建て替えを行った。しかし、すでに当時はバブル崩壊以後の消費不況の真っ只中であり、先読みの甘かった規模拡大は、程なく経営の屋台骨を揺るがすことになる。100円ショップなどの安売り店の台頭、イトーヨーカドーなどの大型店の出店の影響、ずさんな在庫管理による不良在庫の膨張もあり、2004年には借入金が100億円を越えるなど経営危機が表面化し2006年には創業家の竹内一族は経営から退く。
経営を引き継いだ建築設計事務所出身の西山敷は、負債を一掃するため大森本店を除く都内周辺の姉妹店を全て閉鎖・売却するという荒療治に出る一方で、一時の勢いはなくなっているものの依然として地元周辺の人気は強かった（2002年12月14日放送のテレビ東京『出没!アド街ック天国』では、富裕層をターゲットとするカドヤ食品に対して、ダイシンは庶民の味方であるとして「大森」の第1位となった）同店のブランド力を生かし、半径500m以内、シェア100％主義をスローガンに掲げ地域密着型百貨店への脱皮を図った 。
本店のリストラは、2004年9月から家電を本店に再度移した上でメディアプラザを家具館、家具館をブック館に再編したのを皮切りに、姉妹店の久が原店を2005年12月に閉店。レストランの廃止、2006年3月にはブック館を廃止して本店5階に移動し2館体制とし、空きとなったブック館は外部テナントを導入し1000円均一ショップ千金ワールドとした。2007年2月には旧メディアプラザである家具館が閉店、最後に残った旧ブック館の千金ワールドも2008年5月25日に閉店し、残ったのは本店のみとなるなど迷走を余儀なくされる。

### 社会的弱者に優しい店作りへ
一方、大手チェーンストアでは出来ない、高齢者社会を見据えて社会的弱者に軸足を置いた小回りのきく経営、具体的には高齢者向け無料宅配サービス、「大森山王俱楽部」と呼ばれる健康支援サービス、他では扱わない旧製品等の仕入れの継続、山王夏祭りにみられる地域一体となったイベント、自社のポイントカードであるアップルカードの地域への開放等、堅実にリピータを獲得する戦略をとった。この経営手法は、「不況に強い店づくり」のモデルケースとしてマスコミの取材もたびたび受けていた。本館建て替え前は、負の遺産の整理もすすみ、わずかながらも黒字経営に転換していた。
当時のキャッチフレーズは「住んで良かった街づくり」。ロゴマークは久が原店閉店前の方位磁針を模したものから、末期に創業時のリンゴとかけたアップルとダイシンの「D」を模したものに変わっている。

### 本店の建て替え
老朽化が進行し耐震性確保も問題視されていたことから、2010年2月から駐車場の敷地部分を有効活用する形で北半分を建て替え、2011年2月にプレオープン後、南半分を建て替えて2012年8月にグランドオープンした。
従来、建物のほかに駐車場・駐輪場などがあるが低層利用を余儀なくされ所有地の大きい割には土地の有効利用がされていなかったが、これらの土地も含め建物を拡大することにより、旧店舗では1-5階のフロア構成であったものが1-3階に収容することが可能になり回遊性が高まった。4階・屋上には駐車場を設けるほかにも、多目的集会室・託児所・屋上庭園等小回りのきく設備を設けて他の大規模チェーンストアに対抗することとした。

### ドン・キホーテによる買収
建て替えの時期に規模縮小を余儀なくされたが、その際近隣に相次いで開店したスーパー（オオゼキ・まいばすけっと等）に押される形で2012年1月期には売上高が51億円と大幅に減少した。2012年に新館がグランドオープンし、売上げ減少には一定の歯止めがかかったものの、社会的弱者に優しい店舗作り・品揃えを加速させたことでむしろ、半径500m以内、シェア100％主義というスローガンとの乖離が生じて若年層の客離れを招く結果となり大幅な回復には至らず、新建屋の建築費用や金利負担などがそのままのしかかる形で2016年1月期には8000万円の赤字を計上するなど慢性的な赤字体質からの脱却は困難な情勢となっていた。
このため社長の西山敷は2014年に経営権をドン・キホーテグループ系列の投資ファンド日本アセットマーケティングに売却。新経営陣は営業時間を他のドン・キホーテ店舗と同一にするなど徐々に店舗運営ノウハウをドン・キホーテのものに移行したうえで、2016年にはドンキホーテホールディングスがダイシン百貨店の経営権を直接獲得。5月8日には「ダイシン百貨店」の屋号としての営業を終了・閉店した。

### MEGAドン・キホーテへの業態変更
2016年6月30日、MEGAドン・キホーテ大森山王店としてオープン。店舗の運営主体は、引き続き株式会社ダイシン百貨店が担う。オープン前日の29日には、報道向けの内覧会が開催された。公式ホームページはMEGAドン・キホーテ大森山王店としてリニューアルされたが、MEGAドン・キホーテのロゴとダイシン百貨店のロゴが併記されている。2017年6月には、5Fへ保育園を開設
。

### ドン・キホーテへの吸収合併
2021年7月1日、株式会社ドン・キホーテに吸収合併され、解散。

## 業態

### MEGAドン・キホーテ大森山王店
全フロアが自社運営ではなく、各階にテナントが入店している。
- 5階 - はぐはぐドンキadventure保育園・海/空（整骨院）・ドッグラン・駐車場
- 4階 - カフェレストラン ガスト大森山王店・まちこの歯医者さん・駐車場
- 3階 - ニトリドン・キホーテ大森店[10]
- 2階 - MEGAドン・キホーテ大森山王店（家電・衣料品・化粧品・ブランド品・スポーツ用品・文具・ペット用品・バラエティグッズ）[要出典]
- 1階 - MEGAドン・キホーテ大森山王店（食品・酒・家庭雑貨・日用品・薬品）・専門店（バーガーキング）・ミスターミニット・クイックカットBB・宝くじチャンスセンター・HAPPY CREPES・イーネット（ATM）[要出典]
- 別棟1階 - さつまっこMEGAドンキホーテ大森山王店 - 近隣で営業していたさつまっこ春日橋店から移転。ラーメン専門店。[要出典]

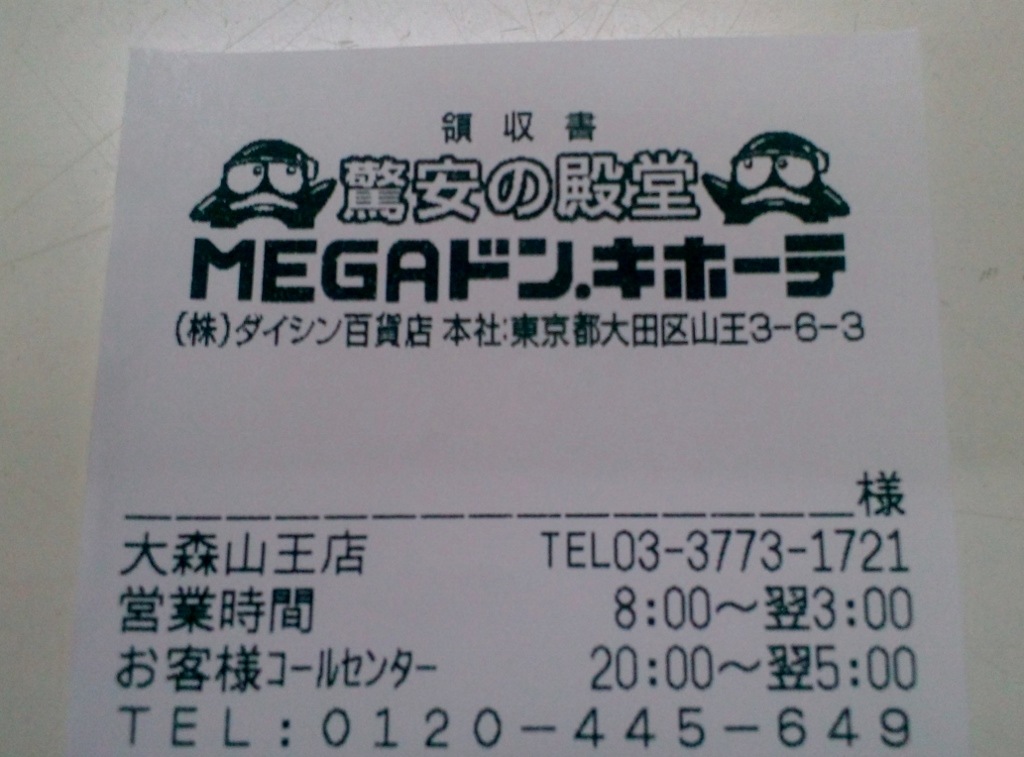
社名併記のレシート

#### 配達サービス
ダイシン百貨店時代から店舗で買い物をした商品を宅配する「無料宅配サービス」は業態変更の後も続けられている。
ドン・キホーテグループのサービスブランド「majica Premium」の第二弾として、最短58分以内の配達サービスとして「majica Premium Now」を2017年2月22日より大森山王店からサービス開始。専用サイトから注文を受けた商品を宅配。店舗から半径約3km以内を最短58分以内としている。

#### 送迎バスサービス
ダイシン百貨店時代から継続されているサービス。業態変更により一時休止していたが、2016年7月11日に再開された。この送迎バスは2号店だった久が原店（現：東急ストア久が原店）の近くに専用駐車場があり、そこに出入庫されている。現在もバスには「ダイシン百貨店」の名称が記載されている。
2020年、約11年間続けた送迎の運行を中止すると告知。

## 過去の業態

### ダイシン百貨店

#### 本店・新建屋

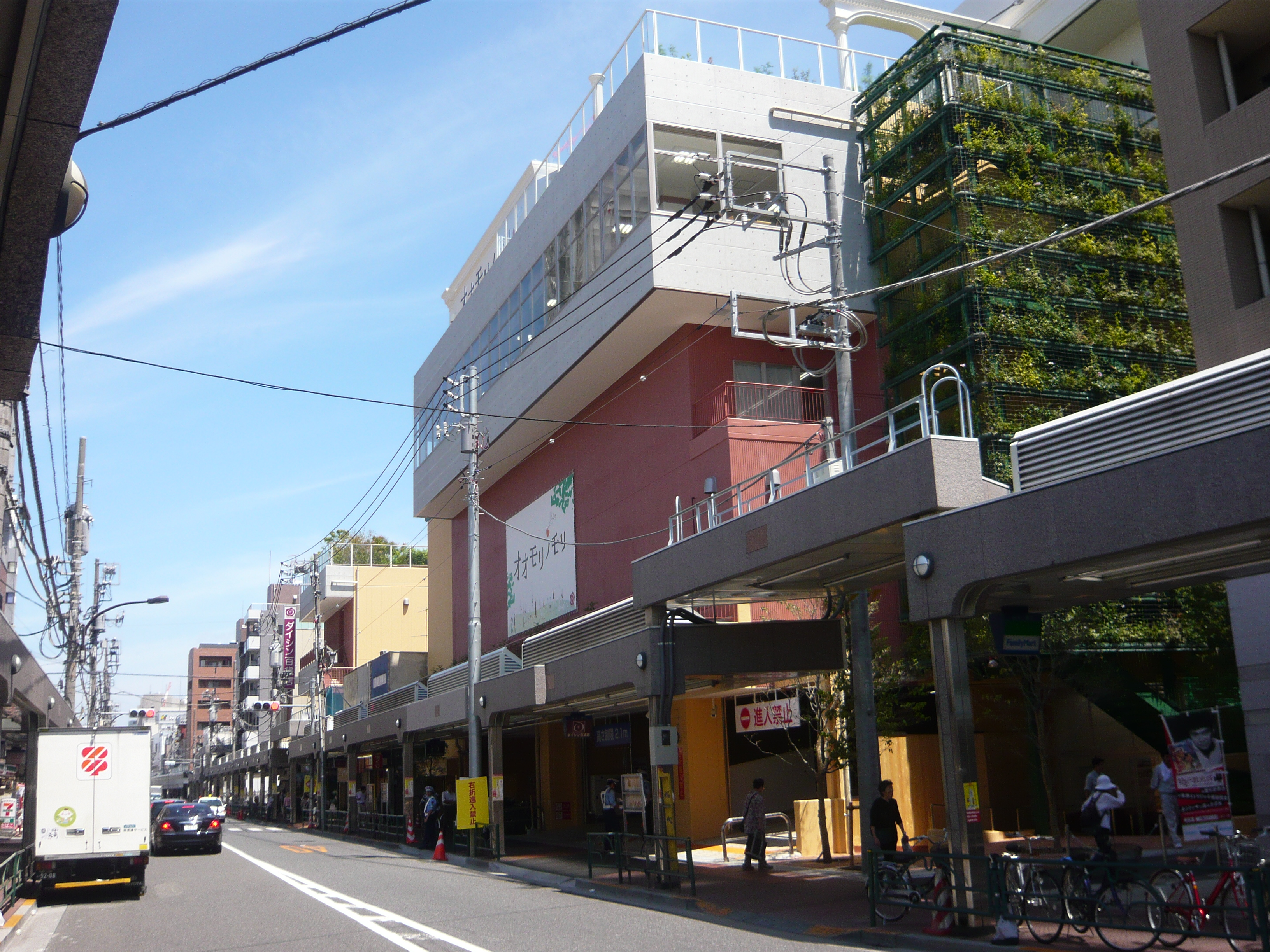
ダイシン百貨店・本店（新建屋）

- 5階 - カシュカシュカフェ（足湯カフェ）・オオモリノモリカフェ（イベントスペース）・屋外イベントスペース（芝生ガーデン）・駐車場[要出典]
- 4階 - ダイシンファミリーレストラン・料亭ひさごや・駐車場
- 3階 - ペット用品・園芸用品・DIY用品・AV機器・家電・インテリア・家具・寝具・自転車[要出典]
- 2階 - 紳士婦人衣料品・靴・鞄・子供ベビー用品・玩具・スポーツ用品・書籍・文具・時計・メガネ・美容室・文士村馬込茶房[要出典]
- 1階 - 食品（鮮魚・精肉・野菜）・生活用品・化粧品・薬品・インストアベーカリー・馬込珈琲[要出典]

#### 旧本店・リニューアル後
リニューアル後も、昭和の雰囲気を残す質素・レトロなつくりは維持された。旧館は晩年”昭和館”と称され、2011年2月まで営業されていたが、営業終了後ほどなく東日本大震災が起こり、昭和館は館内が被災した。

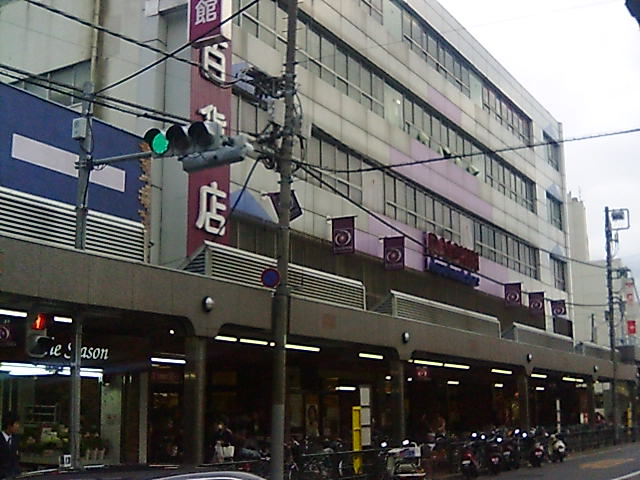
ダイシン百貨店・旧本店

- 6階 - ファミリーレストラン・イベントスペース・ゲームパーク（建て替えのため平成23年2月1日から平成24年まで休業）
リニューアル前の食堂時代から、レストランメニューのナポリタンは人気があり、度々メディアで取り上げられることもあった[12]。
- 5階 - 時計・メガネ・本・CD・文具・寝具・家具・住居設備・フォトスタジオ[要出典]
- 4階 - ペット用品・園芸用品・DIY用品・AV機器・家電[要出典]
- 3階 - 生活用品・化粧品・薬品・山王健康倶楽部[要出典]
- 2階 - 紳士婦人衣料品・呉服・靴・鞄・玩具[要出典]
- 1階 - 食品（鮮魚・精肉・野菜）[要出典]

#### 旧本店・リニューアル前
この当時は、広告に写真が一切なく赤・青の2色刷で印刷され、単に表形式で特売品を羅列しただけの通称「三色チラシ」が独特であった。また、他の百貨店が地下に食料品を置くのに対し地下階を持たず2階に食料品フロアを設置するなど、異色の構造であった。当時のロゴはDの中心にSを入れた通称「DSマーク」。キャッチフレーズは「皆様の明るい生活と幸せの友」。このキャッチフレーズは公式に使用されなくなって以後も、本店南側の池上通り沿いの看板にのみ残っていた。

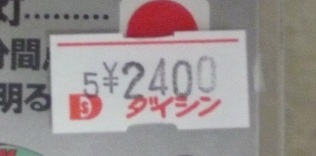
価格シールのDSマーク

- 6階 - ファミリー食堂・レストラン[要出典]
- 5階 - 文房具・玩具・薬品・インテリア[要出典]
- 4階 - 書籍・DIY・生活用品[要出典]
- 3階 - 時計・カメラ・電化製品・鞄・靴[要出典]
- 2階 - 食品（鮮魚・精肉・野菜）、スポーツ用品、手芸用品[要出典]
- 1階 - 紳士婦人衣料品[要出典]

#### 久が原店
昭和49年にオープンの2号店。東京都大田区久が原にて営業していたダイシン百貨店屋号の支店。2005年12月に閉店。
閉店後に建物も解体された。
現在、店舗跡地には東急ストア 久が原店になっている。

#### 旧本店・メディアプラザ館
平成10年オープンの8号店になる旧本店の別館。電化製品・住居設備を専門に扱っていた。後に電化製品・住居設備を本店へ移転し家具館としてリニューアルされたが、2008年5月に閉店。

#### 旧本店・家具館
平成10年オープンの9号店になる旧本店の別館。家具専門店として営業していたが、書籍専門店としてブック館に再編。その後はテナントビルとして営業していたが2008年5月25日に閉店。

### その他姉妹店
ダイシン百貨店の屋号ではなく、各店舗独自の屋号で展開。

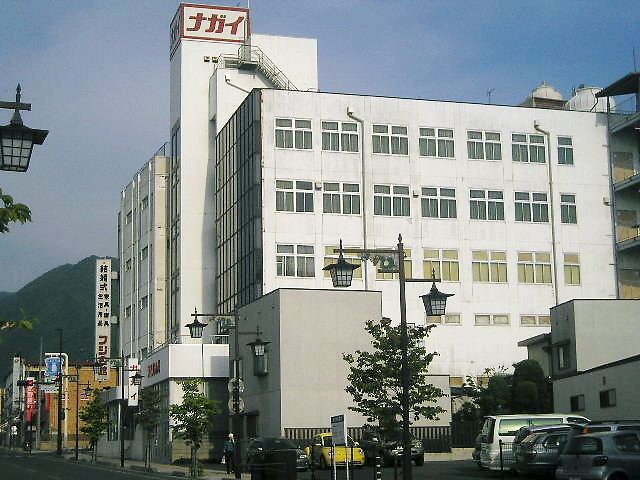
ナガイ（外観）

- フジ会館（旧・フジイ）（2014年7月閉店）[要出典]

昭和52年オープンの3号店。長野県須坂市大字須坂1268-1
- ナガイ（2014年7月閉店）[要出典]

昭和53年オープンの4号店。フジ会館の隣。長野県須坂市大字須坂1268-1
- ナガサワ（2004年8月閉店）[要出典]

昭和55年オープンの5号店。東京都大田区山王 2-1-7
- タケウチ（2004年4月閉店）[要出典]

昭和58年オープンの6号店。神奈川県横浜市港南区芹が谷 2-15-1
- タケウチ（2004年4月閉店）[要出典]

平成5年オープンの7号店。神奈川県茅ヶ崎市下町屋 1-10-24
なお、須坂の2店舗は後年「株式会社ナガイ商事」により運営されていた。

## メディア報道等
2010年から2012年にかけ旧屋号時代のダイシン百貨店は、「超・地域密着経営」「シルバービジネス・高齢化社会への対応」「中小・小売企業による地域再生」という切り口で、マスコミからしばしば取り上げられた。またメディア掲載による知名度向上に伴い、当時の社長にも外部からの講演依頼が多く寄せられ、積極的に活動した。

### 報道
2014年
- テレビ東京『たけしのニッポンのミカタ！』2時間スペシャル

10月31日（金）21：00～22：54 -  ビートたけしがダイシン百貨店に来店し、一日店長を務めた
2012年
- フジテレビ『大みそか列島縦断LIVE　ニッポン景気満開テレビ・ガンバった会社大賞2012

12月31日（月）7：00～9：55 - 2012年に注目された中小企業10社を、生中継で紹介
- フジテレビ『とくダネ！

11月20日（火）8：00～9：55 - 「真相チェイス！直撃御免」のコーナーで、“躍進を続ける人気店の魅力”として取材
- 日本テレビ『スッキリ！』

10月15日（月）9：11～ - “ダイシン百貨店がグランドオープンするまで”と“新店舗の狙い”を追う取材
- BS朝日『幸福の一皿』

10月12日（金）20：00～ - “スパゲティ特集”でファミリーレストランのナポリタンを紹介
- テレビ東京『モヤモヤさまぁーず２』

9月23日（日）19：00～19：54 - さまぁーず＆大江麻理子が大森を散策、カシュカシュの足湯に入って締めくくり
- フジテレビ『めざましどようび』

9月15日（土）7：10頃～ - “まんまみーや”コーナーで高齢者に優しい百貨店として各フロアを紹介
- テレビ東京『7スタLIVE』

9月13日（木）10：00～頃 - “ロングセラー商品特集”で品揃え豊富なダイシンを取材
- テレビ朝日『スーパーJチャンネル』

8月28日（火）16：53～19：00 - “新東京見聞録”でサヘル・ローズ、アラン・ロアが下町人情百貨店をレポート
- TBSテレビ『はなまるマーケット』

8月27日（月）8:30～9：55 - ショッピングアドバイザー今野保と石山愛子アナウンサーが、当社新店舗をレポート
- NHK　Eテレ『団塊スタイル』

8月3日（金）20：00～20：45 - “百貨店のさまざまな屋上”コーナーで、カシュカシュの足湯を紹介
- フジテレビ『ノンストップ！』

6月11日（月）9：55～11：30 - 76歳の女性レポーター“ちかちゃん”がダイシンを取材、泣くほど感激した
- 日本テレビ『月曜から夜ふかし』

6月4日（月）24：08～25：03 - お笑いタレント「ペナルティ」のヒデとワッキーが、ダイシン百貨店をレポート
- not tv『notty★LIVE7時間！』

5月29日（火）14：30～15：30 - 足湯のあるカフェから生中継
- NHK　BS1『ビギン・ジャパノロジー』

5月17日（木）14：00～14：28 - 外国向けに「日本の百貨店」を紹介する特集。地域密着店の一例として紹介
- テレビ東京『たけしのニッポンのミカタ！』

4月27日（金）22：00～22：54 - “サービス”の特集で、ラッシャー板前がダイシンに来店し、レポート
- テレビ朝日『モーニングバード！』

4月17日（火）8：00～9：55 - “特集：シニアビジネス”で紹介
- テレビ東京『ワールドビジネスサテライト』

3月20日（火）23：00～ - “特集：小売業のシニアシフト”で「伝説の百貨店」として進藤隆富キャスターが取材
- フジテレビ『新報道2001』

2月12日（日）7：30～8：53 - 超高齢化社会の成長戦略をテーマに、VTRコーナーで紹介。麻生元総理もコメント
- 大田区役所広報課＋大田ケーブルネットワーク『シティ・ニュース』

2月1日（水） - 配達業務を通じた高齢者の見守り事業者として、大田区との連携を紹介
- 日本テレビ『ZIP!』

1月26日（木）6：20～ - “ZIP MAG!”の「おもしろカフェ特集」で、足湯のあるカシュカシュカフェを紹介
2011年
- NHK『首都圏ネットワーク』

12月26日（月）18：10～ - シニア向け思いやりサービスを紹介
- テレビ朝日『やじうまテレビ！』

11月17日（木）7：45～ - シニア向け思いやりサービスを紹介
- TBSテレビ　『Nスタ』

10月19日（水）18：15～ - Nトク｢シニア向けサービス特集｣でダイシンバスや足湯付きカフェを紹介
- 韓国MBCテレビ『MBCスペシャル』

9月23（金）23：05～ - “ダイシン百貨店、おばあさんを誘惑”と題し、1時間のドキュメンタリー番組が韓国で放送
- テレビ朝日『やじうまテレビ！』

7月23日（土）7：02～ - ｱﾅﾛｸﾞ放送終了と、TV設置ｻｰﾋﾞｽ
- 日本テレビ『news every.』

6月24日（金）16：53～ - 家族で楽しめるカシュカシュカフェ紹介
- 日本テレビ『ヒルナンデス！』

5月23日（月） - “百貨店のウラ側を見てくるんデス”レポート
- BSジャパン『ふるさと発　元気プロジェクト』

5月13日（金） - “百貨店が届ける地元への愛”
- 日本テレビ『1分間の深イイ話』

4月18日（月） - 島田紳介らゲスト全員が「深いー」判定
- テレビ朝日『スーパーJチャンネル』

3月21日（月） - 大震災後の商品供給に奮闘する社員達
- TOKYO MX『TOKYO MXニュース』

2月20日（日） - さよなら昭和館ちびっこ祭を紹介
2010年
- テレビ東京『ぶらり下町探検隊』

10月5日（火） - 志村けん・上島竜兵らが来店
- フジテレビ『スーパーニュース』

9月30日（木） - ご高齢の方の人気店と紹介 約10分
- テレビ東京『カンブリア宮殿』

6月28日（月） 「超・地域密着で生き残れ！」 ～半径500ｍシェア100％主義で売りまくれ！～ - 社長 西山敷出演。 - 社長が出演し、村上龍・小池栄子と対談 約44分
- フジテレビ『めざにゅー』

6月18日（金） - “ココ行こ”コーナーで紹介 約7分
- テレビ東京『モーニングサテライト』

5月25日（火） - 早朝の経済番組で紹介 約7分
- 日本テレビ『TheサンデーNEXT』

5月16日（日） - 生鮮食品の仕入れ等も取材 約18分
- TBSテレビ『Nスタ』

4月27日（火） - “Nトク”コーナーで紹介 約13分
- テレビ朝日『やじうまプラス』

3月25日（木） - 小松靖ｱﾅｳﾝｻｰがﾚﾎﾟｰﾄ 約11分
- NHK『経済ワイドvision e』

3月20日（土） - 西山社長がスタジオ生出演 約11分
- TBSテレビ『ひるおび！』

3月17日（水） - 百貨店ｳｫｯﾁｬｰ・寺坂直毅が取材 約19分
- テレビ朝日『スーパーモーニング』

3月8日（月） - 鳥越俊太郎が絶賛 約12分
- NHK『ゆうどきネットワーク』

1月28日（木） - 関西学院・藤田太寅教授が取材 約17分
2011年
- ニッポン放送『ザ・ニュースショー　そこまで言うか

10月20日（木）16：50～ - 噂を求めてどこまでも・デパートの屋上に足湯？と題して5階カシュカシュカフェの足湯から5分間の生中継
2010年
- ラジオニッポン放送『上柳昌彦のお早うGOOD　DAY』

2月23日（火）約15分
- TBSラジオ『森本毅郎・スタンバイ！』

2月1日（月）約8分
2012年
- 『商業施設新聞』8月28日（火）号

“百貨店”の真髄ここにあり　20万SKU以上の豊富な品揃え
- ストアーズ社『デパートニューズ』8/15・22合併号

秋の商業施設オープン計画
- 『日刊建設工業新聞』8月7日（火）号

ダイシン百貨店グランドオープン　地域住民らと多彩なイベント
- 『日刊建設工業新聞』8月3日（金）号

オオモリノモリ竣工：㈱イチケンの全面広告
2011年
- デパートニューズ『22,000人が祭りに参加』9月14日（水）

山王夏祭を紹介
- 朝鮮日報（韓国最大の新聞）『WEEKLY　BIZ』8月13日（土）

1面トップと中面見開きで、大手小売業に負けない半径500ｍシェア100％主義の経営戦略を紹介
- 商業施設新聞　『究極の地域密着店』　6月20日、7月5、12、19日（火）の4回連載
- フジサンケイ　ビジネスアイ　『買い物難民　呼び寄せろ』　2月26日（土）1面トップ
- 日本経済新聞　首都圏版　『40億円で建て替え』　2月24日（木）
- 朝日新聞　都心・西部版　『さようなら「昭和館」』　2月20日（日）

2010年
- 信濃毎日新聞・山陰中央新報他（時事通信社配信）　『地域密着　百貨店奮闘』　10月15日
- 日刊建設工業新聞　『ダイシン百貨店1期起工』　5月25日
- デパートニューズ（ストアーズ社）　『究極の地域密着戦略とは』　4月7・14日号
- 東京新聞　『TOKYO発』　1月26日（火）

デパート元気　建て替えます
2012年
- 集英社『週刊プレイボーイ』12月3日号（“ナポリタン10大ニュース”に入った）
- 日経BP社『日経アーキテクチュア』10月25日号（“「都市」「まち」への視点”に社長談話）1ｐ
- ㈱企業家ネットワーク『企業家倶楽部』12月号（“頑張るしなやか企業”で紹介）3ｐ
- ㈱TKC『戦略経営者』11月号（“地域密着型レトロ百貨店の挑戦”社長インタビュー）4ｐ
- ㈱リックテレコム『テレコミュニケーション』10月号（北　俊一“半径500ｍ圏内シェア100％を目指す下町百貨店）4ｐ
- ㈱ストアーズ社『月刊ストアーズレポート』10月号（新生ダイシン百貨店8月4日グランドオープン　“住んでよかった街づくり”に挑戦）5p
- 第一三共グループ業界誌『class A フィールド』vol.28夏号（ビジナスモデル研究）4p
- ㈱宣伝会議『販促会議』8月号（特集“シニア市場のプロモーション”で事例紹介）2p
- 中小企業経営研究会『近代中小企業』6月号（トップインタビュー）4p
- 交通新聞社『散歩の達人』6月号（5/21発行）（“蒲田・大森・池上特集”）
- 小学館『サピオ』5月号（4/25発行）（山下柚実さんの連載記事で紹介）
- SMBCコンサルティング『ＭｉＴ』5月号（4/10発行）（特集“ポスト・ニューファミリー”で紹介）4p
- 三菱UFJリサーチ＆コンサルティング『SQUET（スケット）』2月号（特集“顧客の心をつかむ「感動品質」のつくり方”の事例として紹介）1p
- 到知出版社『到知』2月号（特集“一途一心”で「人気の下町百貨店はこうして蘇った」と題し、社長インタビュー掲載）4p

2011年
- ㈱商業界『食品商業』11月号“ダイシン百貨店の「絶対削らない」マーチャンダイジング”3p＋“店舗クリニック”で商品構成を徹底分析7p
- 清話会『先見経済』10月号“特集・実店舗で行こう！に、「ごひいき」のための店づくり”4p
- 日本政策金融公庫『調査月報』9月号“巻頭随想”にて弊社社長・西山敷が「効率的なビジネスへの疑問符」を執筆
- ㈱経済界『経済界』9月20日号“特集「モテ企業」の秘密”2Ｐ
- 綜合ユニコム㈱『月刊プロパティマネジメント』8月号“特集・持続可能な商業施設とは何か”　に掲載2p
- ｱﾐｭｰｽﾞﾒﾝﾄﾌﾟﾚｽｼﾞｬﾊﾟﾝ『月刊ｱﾐｭｰｽﾞﾒﾝﾄｼﾞｬﾊﾟﾝ』8月号“社長ｲﾝﾀﾋﾞｭｰ、地域密着特集”6P
- 日経BP社『日経ビジネス』　7月4日号“半径500ｍシェア100％主義”3P
- 国際商業出版『流通情報誌　激流』　7月号“シニアマーケットの正体”4P
- 青春出版社　　『月刊ビッグ・トゥモロウ』　7月号 “困ったときは「お客」に聞け”　1P
- アイ・エム・プレス『月刊アイ・エム・プレス』2011年6月号“再検証！地域密着型ビジネス”2P
- コスモ教育出版『理念と経営』　2011年2月号“「思いやり」に徹し百貨店を再生させた男”4P

2010年
- 日本実業出版社　『ニュートップリーダー』12月号（12/1発行）“ﾋﾞｼﾞｮﾅﾘｰﾘｰﾀﾞｰ　西山敷”　4P
- 小学館　『女性セブン』　10/28号（10/8発売）　“なぜﾀﾞｲｼﾝ百貨店は流行っているのか”　2P
- 綜合ユニコム　『月刊レジャー産業資料』　１０月号(10/1発売)　“にぎわいを生む商業空間”
- 商業界　『月刊　商業界』　11月号(10／1発売)　“地域密着の商いの力”　6P
- 時事通信社出版局　『内外情勢調査会　会員誌　J２　TOP』　10月号（9/25発売）　4P
- ㈱JTBパブリッシング　『るるぶ大田区』　（9/15発売）“大田区が誇るｼｮｯﾋﾟﾝｸﾞｽﾎﾟｯﾄ”　1P
- 青春出版社　　『月刊ビッグ・トゥモロウ』10月号(8／25発売)“シニアビジネス成功実例”　1P
- ﾆｭｰ･ﾌｫｰﾏｯﾄ研究所　『月刊ﾏｰﾁｬﾝﾀﾞｲｼﾞﾝｸﾞ』9月号（8/20）“間違いだらけのポイント戦略”3P
- 徳間書店　『アサヒ芸能』　6./24号“わしらやましい探検隊”　2P
- ビジネス情報誌　『エルネオス』　7月号　“藤江俊彦のソーシャル経営実践講座”　4P
- 三井不動産レジデンシャル 『パークコート山王二丁目ロケーションガイドブック』7月発行　1P
- 日本生命の情報誌　『経営情報』　7月号“新発想企業探訪”　　2P
- 中小企業共済財団　『あんしんLife』　6月号“経営の達人”　2P
- フジテレビ知財情報センター　『アウラ』　200号（5月31日発行）　“ウレスジ”　　2P
- メディア・コンセプト　『経営情報誌Wiz　Biz』　10月号（9/20発売）
- 日経ＢＰ社　『日経トップリーダー』　1月号　“経営プロフェッショナル”　7P

2012年
- 村上龍×経済人　日本経済新聞出版『カンブリア宮殿　変化はチャンス』(7月25日発行)17ｐ
- 坂本光司＋坂本光司研究室　講談社『小さくてもいちばんの会社　日本人のモノサシを変える64社』(7月17日発行)3ｐ

2011年
- 内藤　耕　東洋経済新報社　『「売れない時代」の新・集客戦略』（12月29日発行）14p
- 日本医療企画　『介護経営白書2011年度版』（9月10日発行）“最新経営事例・異業種参入の近況で、８ｐにわたり高齢者向けサービスを紹介”
- 西山敷　著　講談社　『下町百貨店ダイシンは、なぜ不況に強いのか』（7月7日発行）

2010年
- 日経ＢＰ社　　　　　『指名ナンバーワン企業』　（3月29日発行）　10P
- アイ・エム・プレス　『ＣＲＭ年鑑2010』　　　　　（3月31日発行）　5P

2011年
- OBT協会『OBT人財マガジン・この人に聞く』11月9日号、24日号“西山社長インタビュー”
- ＠nifty不動産『ドラマに出た憧れのあの街に住みたい』10月17日（月）“大森・蒲田編でダイシンをロケ地として紹介”
- ムーログ『ちいきのきずな』8月23日（火）“買い物弱者（1）でダイシンの取り組みを10分29秒の動画で紹介”
- 日経ビジネスオンライン　『究極のサービス　上・下』　内藤　耕先生3月8日（火）、4月5日（火）

### その他の取材協力
2012年
- テレビ朝日『モーニングバード』　9月5日（水）8：00～

ササニシキ米が減少しているが、ダイシンではまだ扱っていますよという取材
- テレビ東京『ワールドビジネスサテライト』　8月13日（月）23：00～

アメリカの干ばつ・穀物価格高騰が消費に与える影響を、進藤キャスターが社長に聞く
- テレビ朝日『日曜×芸人』5月13日（日）23：30～0：25

ゲスト平野綾＋3人が“ポジティブになれる食材”をダイシンでお買物
- TBS『がっちりマンデー』3月25日（日）7：30～8：00

日立マクセルの特集で、ダイシンでカセットテープが売れており、今でもカラオケ練習用として需要が根強いことを紹介
- フジテレビ『スーパーニュース』3月1日（木）18：00ころ～

高齢化社会に対応した小売業の事例として紹介
- NHK『立ち上がれ！高校生の“食プロジェクト”～地域の笑顔をめざして～』1月29日（日）15：30～16：45

品川区頌栄女子学院の生徒が当店で大船渡市の野菜を販売し東北を支援
2011年
- 日本テレビ『ヒルナンデス』11月8日（火）11：55～

いとうあさこらが来店、「火鍋」を作る
- TBSテレビ『ニュース２３』10月24日（月）23：10ころ

厚生年金改革について社長がコメント
- 日本テレビ『ヒルナンデス』10月18日（火）13：00～

“水切りヨーグルトがブーム”で店頭のギリシャヨーグルトを紹介
- 日本テレビ『DON!』3月16日（水）11：55～

東日本大震災の影響について）
- TBSテレビ『ひるおび!』　3月3日（木）12：30ころ

「ベビースターラーメン特集」について
- TBSテレビ『ひるおび!』　1月18日（火）12：30ころ

「モンテール」のスイーツについて
2010年
- 日本テレビ『ズームインSUPER』　10月12日（火）7：25ころ～

お鍋の季節到来
- TBSテレビ『ひるおび！』　10月7日（木）12：00ころ～

スーパーで買える特保食品
- 日本テレビ『news every.』　9月15日（水）16：53～

涼しくなり野菜の売れ筋に変化
- TBSテレビ『ひるおび！』　9月2日（木）12：25～

ノンアルコールビールの人気
- TBSテレビ　『Nスタ』　8月3日（火）18：15～

ぱちっとタオル、蚊帳、カイロ、塩飴の紹介
- TBSテレビ『ひるおび！』　7月28日（水）10：50～

森永のアイスクリーム「パルム」
- 日本テレビ『ＴｈｅサンデーNEXT』　7月25日（日）8：00～

猛暑、「塩飴」で熱中症対策
- TBSテレビ『ひるおび！』　7月23日（金）10：50～

「トマトブーム」でいろいろな種類
- TBSテレビ『ひるおび！』　7月2日（金）10：50～

「ハーゲンダッツ」アイスクリーム
- テレビ朝日『スーパーモーニング』　7月1日（木）9：20～

「iPod」持参のキャスターが買物
- TBSテレビ『ニュースキャスター』　6月26日（土）22：00～

ワールドカップ、ウルグアイ産品
- TBSテレビ『ひるおび！』　6月24日（日）10：50～

「ガリガリ君」アイスクリームの売れ行き
- TBSテレビ『ひるおび！』　6月22日（日）10：50～

ヤマサの「かける冷やしカレーうどん」
- 日本テレビ『news every.』　5月20日（木）16：53～

事業仕分け・塩事業センターの商品
- 日本テレビ『ズームインSUPER』　3月16日（火）7：40ころ

“太麺”商品が流行
- 日本テレビ『ズームインSUPER』　3月3日（水）7：40ころ

ノンフライの食品について

### ロケ撮影協力
2012年
- ABC朝日放送『Oh!どや顔サミット』9月20日撮影 - 婦人洋品売場の再現ドラマ
- テレビ朝日『日曜×芸人』9月7日撮影 - 商品の物撮り
- TBSテレビ『私の何がイケないの？』9月5日撮影 - 化粧品売場での再現ドラマ
- 日本テレビ『世界で一番受けたい授業』8月24日撮影
- 日本テレビ『24時間テレビ』8月11日撮影 - 子育て疲れの再現ドラマ
- TBSテレビ「探偵　左文字進　16」7月13日撮影 - 水谷豊の売場での尾行シーン
- フジテレビ『ほこ×たて』6月23日撮影
- 日本テレビ『行列の出来る法律事務所』6月12日撮影 - 伊集院光そっくりさんが再現ドラマ
- 日本テレビ『先輩　ROCK　YOU』5月16日撮影 - シューフィッターの再現ドラマ

2011年
- 劇場映画『ふがいない僕は空を見た』12月7日撮影
- フジテレビ『世にも奇妙な物語　11年秋の特別編』11月26日21：00放送
- フジテレビ『お客様は王様かよっ!?第7弾』11月15日19：00放送
- TVCM『国税庁・確定申告はe-taxで』10月13日撮影
- 『ミネラルウォーターのＣＭ』10月6日撮影
- 毎日映画社『公正取引委員会の教材用ビデオ』9月14日撮影
- フジテレビ『それでも、生きていく』8月2日撮影 - ドラマ内でパジャマの購入シーンを撮影

2010年
- 国税庁のテレビCM・テレビ朝日映像『確定申告はカードリーダーで』　2011年1～3月放送
- フジテレビ『流れ星』11月1日（月）21：00～放送 - 竹野内豊、上戸彩、杉本哲太、ちすんが来店。
- 日本テレビ『行列のできる法律相談所』　11月7日（日）21：00～放送 - 再現ドラマ
- 日本政府観光局・日経映像　『企業研修DVD・中国人観光局接遇マニュアル』9月9日撮影
- TBS『がっちりアカデミー』　9月3日（金）19：00～放送
- フジテレビ『値王』　5月22日（土）14:00～15:00放送 - 店頭商品＝カレーの材料の価格をスタジオの芸能人が当てるクイズ番組。
- 日本テレビ『ザ！世界仰天ニュース』　3月24日（水）19：00～23：24放送 - びっくりダイエットのコーナーで精肉売場が登場。
- TBS『特上カバチ！！』　2月7日（日）21：00～21：54放送 - 櫻井　翔、堀北真紀、高橋克実らが来店。
- フジテレビ『泣かないと決めた日』　2月2日（火）・9日（火）21：00～21：54放送 - 榮倉奈々、片瀬那奈、木村佳乃らが来店。

2009年
- TBS『おひとりさま』　2009年11月27日（金）22：00～22：54放送 - 小池徹平、真矢みき、高林由紀子が来店。

### 講演等
2012年
- 東京ガス『熱電プラザ2012』11月20日（火）14：30～15：30　会場：東京ビッグサイト
- 『第41回　商業界中部地区ゼミナール』10月24日（水）、岐阜市にて、商人約300名が参加
- 福島民報社『民報みらい塾』10月22日（月）、郡山市にて、新聞販売店経営者向け
- 毎日新聞社『新聞販売店経営者のための講演会』10月21日（日）、品川ﾌﾟﾘﾝｽﾎﾃﾙにて
- 『第39回　商業界東北地方ゼミナール　山形大会』10月18日（木）、山形市にて、約300名
- カネボウ化粧品販売『専門店経営者の集い』10月11日（木）、ﾘｯﾂｶｰﾙﾄﾝﾎﾃﾙ大阪にて
- (社)流通問題研究協会『ＩＤＲチャネル戦略研究交流会』9月20日（木）、機械振興会館にて
- ブリジストンタイヤジャパン㈱『タイヤショップオーナー向けセミナー』5月15日（火）～9月19日（水）・全5回
- 『スポーツ用品業界サミット』9月12日（水）、目白にて、スポーツ用品店経営者向け
- 日本スーパーマーケット協会『新規事業セミナー』6月26日（火）、東京八重洲にて
- (社)日本新聞協会『第34回　販売流通講座』5月29日（火）、日本プレスセンターホールにて
- 金融財政事情研究会『金融経営塾』3月10日（土）、ダイシン百貨店の視察を含めて
- 全国地方銀行協会『法人取引・ｿﾘｭｰｼｮﾝ営業実践講座』3月7日（水）、三鷹市にて
- ㈱商業界『第80回　商業界ゼミナール』2月23日（木）、東京ベイ幕張にて、約800名が参加
- 熊本県中小企業団体中央会『共同店舗のための研修会』2月20日（月）、熊本市にて
- 全東栄信用組合『お取引先様向け講演会』2月16日（木）、上野にて
- 島根県中小企業団体中央会『共同店舗研修会』2月10日（金）、島根県出雲市にて
- 日本経営合理化協会『第123回　全国経営者セミナー』1月26日（木）、ﾎﾃﾙｵｰｸﾗ東京にて

2011年
- コヤマ交通教育サービス『第8回特別講演会』11月17日（木）、自動車学校オーナー向け
- 全国信用金庫協会『信用金庫トップセミナー』10月11日（火）
- 商業施設新聞セミナー『地域共生による新たな商業創造』8月25日（木）
- 協同組合全国共同店舗連盟　『全国大会基調講演』7月20日（水）、名古屋にて
- 豊川商工会議所『豊川商工会議所講演会』　7月19日（火）、愛知県豊川市にて
- トーマツイノベーション　『監査法人お客様のつどい』7月7日（木）、約1000名が参加
- ジャパンケーブルネット　『JCNグループ役員研修』7月1日（金）、CATVの地域密着がテーマ
- 東大阪商工会議所　『商業振興月間記念講演会』6月9日（木）、東大阪市にて
- まちづくり三鷹　『まちづくりセミナー』　3月8日（火）、三鷹市にて
- 都立矢口特別支援学校ＰＴＡ『インクルーシブな社会を目指して』シンポジウム　1月26日（水）
- ジャパンライフデザインシステム　『文化経済研究会』　2011年1月20日（木）

2010年
- 工学院大学建築学科　『建築デザイン特論』12月8日（水）、招聘講師として
- 大阪商工会議所中小企業振興部　『第9回小売部会』11月24日（水）
- ストアーズ社『百貨店経営研究会』9月28日（火）
- 日本小売業協会　『生活者委員会　高齢社会における顧客研究』8月3日（火）
- 大阪商工会議所　『次世代のリーダーをつくる！経営革新研究会』7月7日（水）

## 書籍

### 関連書籍
- 『“下町百貨店・ダイシン"はなぜ、不況に強いのか テレビで話題の「超・地域密着経営」とは？』（著者:西山敷）（2011年7月11日、講談社）ISBN 9784062165372